# Josef Caminada

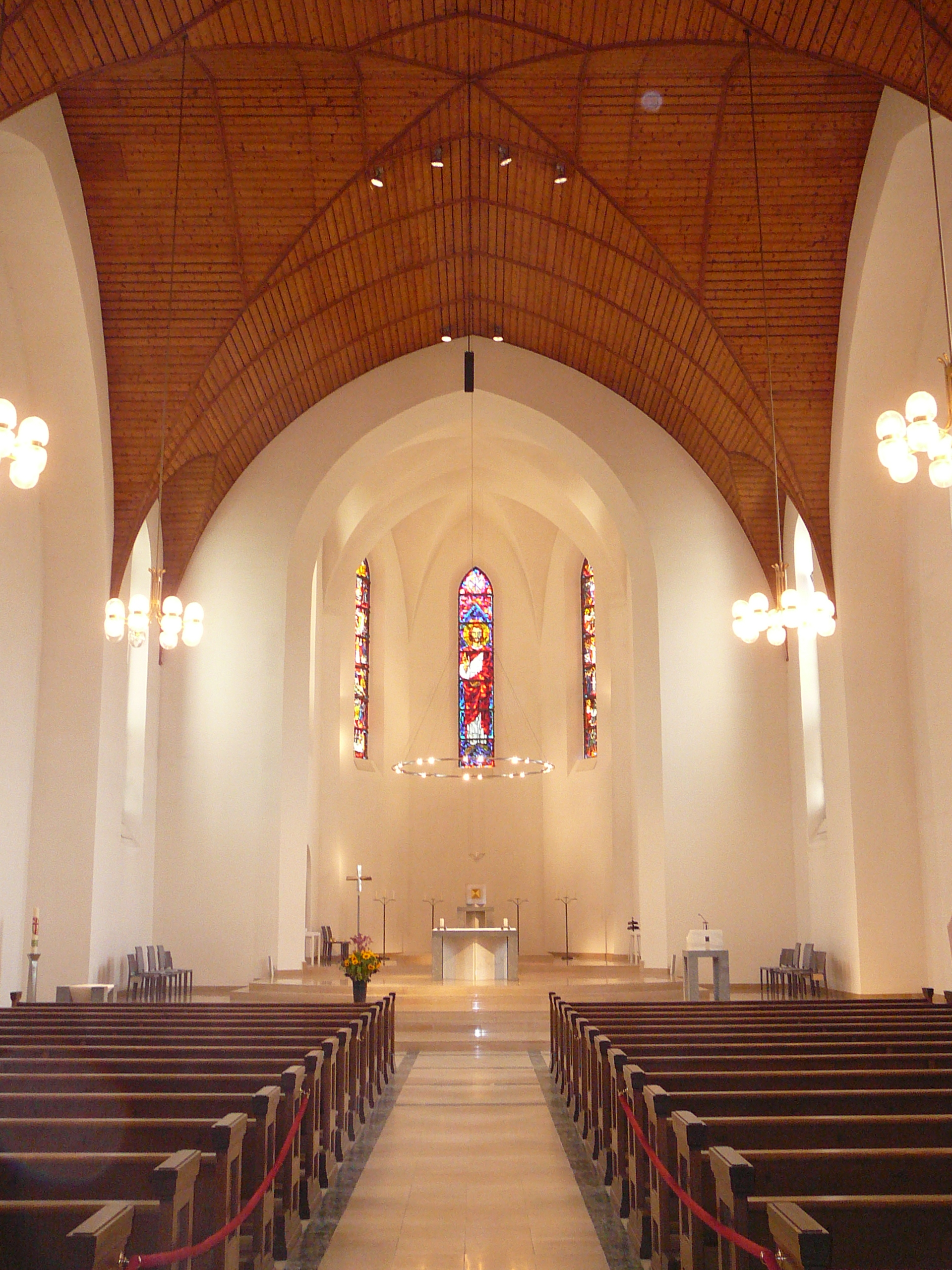
Kirche Herz Jesu Zürich-Oerlikon: Altarraumgestaltung von Josef Caminada

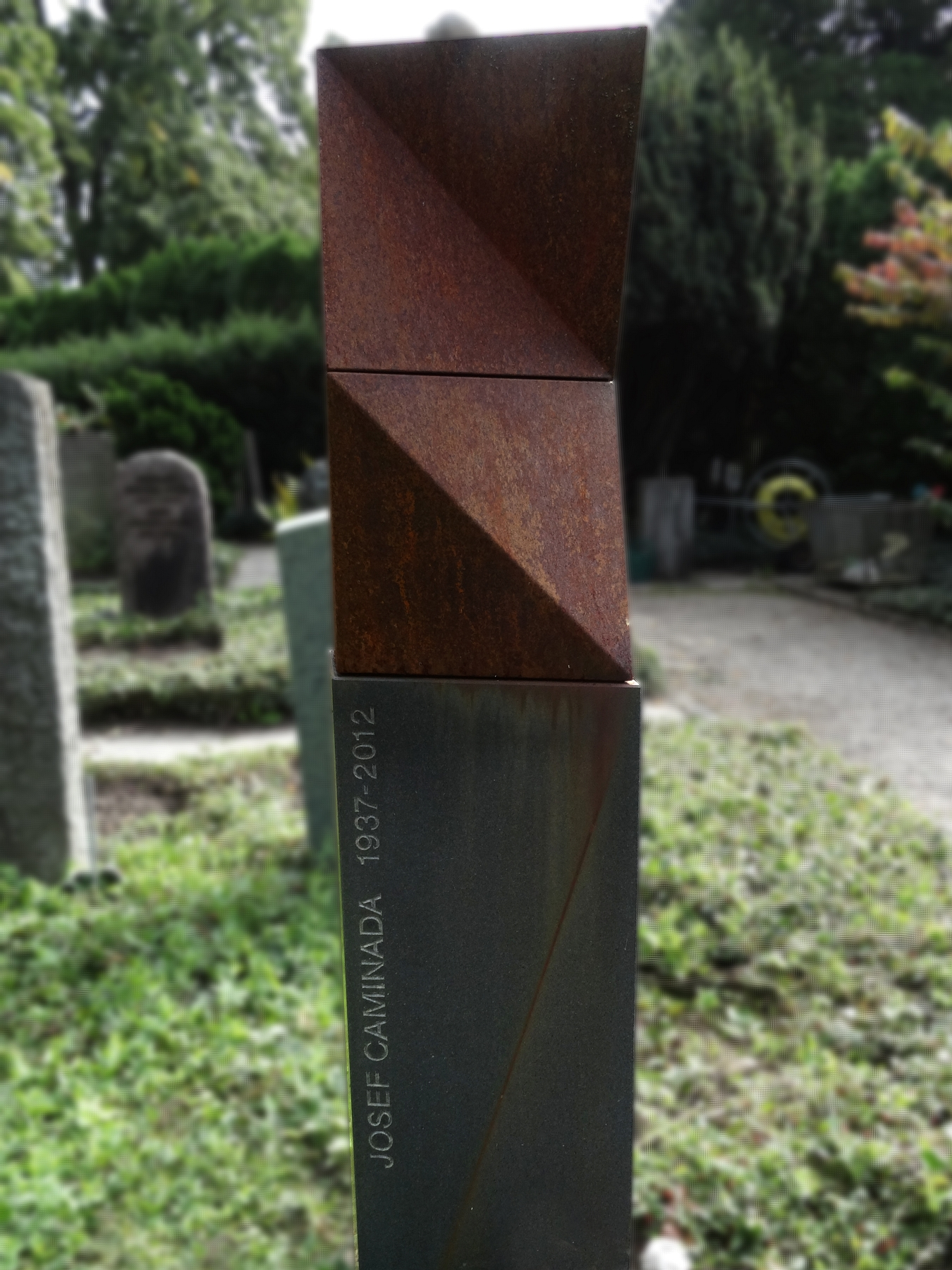
Grab, Friedhof Rehalp, Zürich

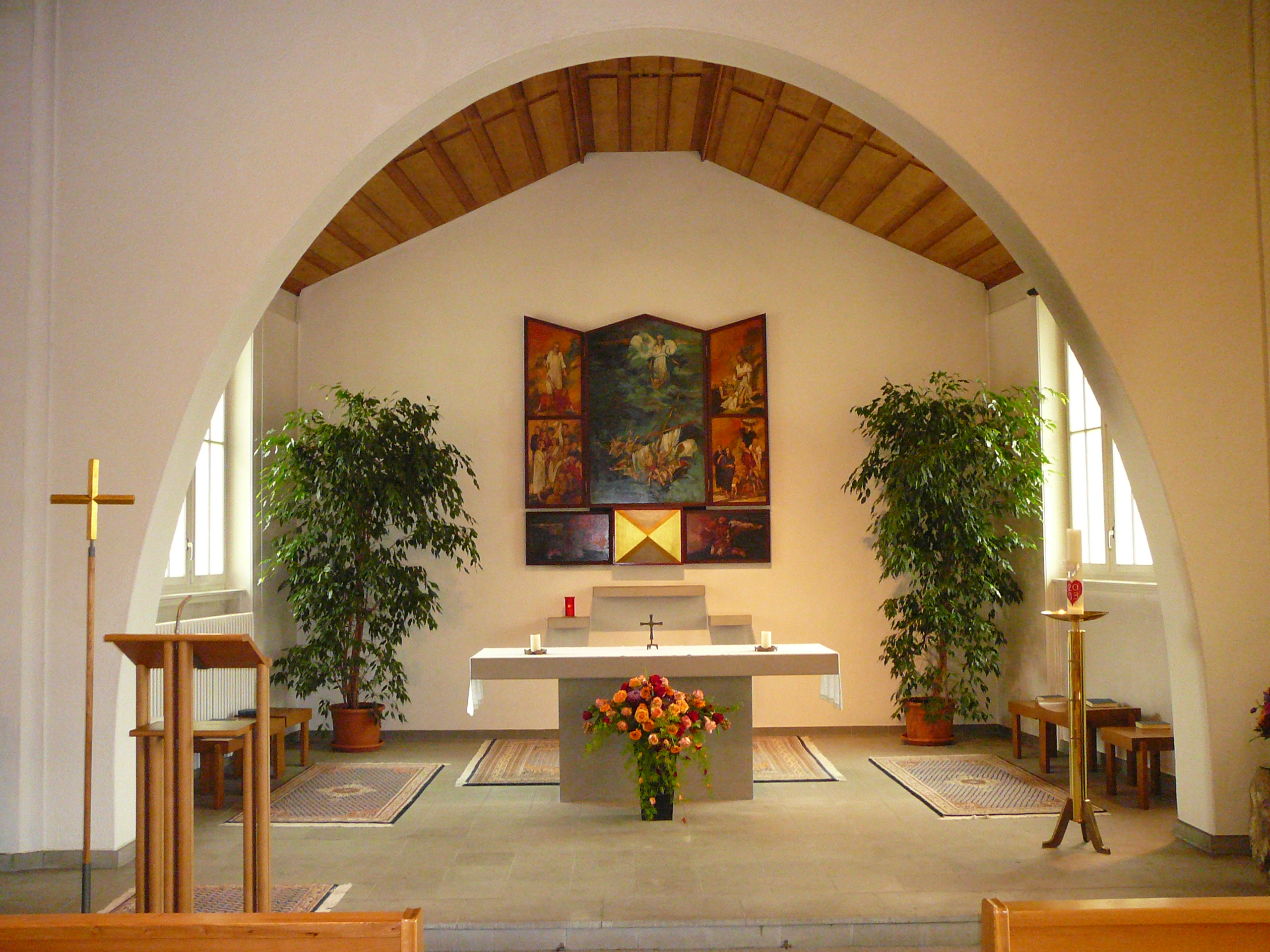
Kirche Judas Thaddäus Eglisau: Altarraum

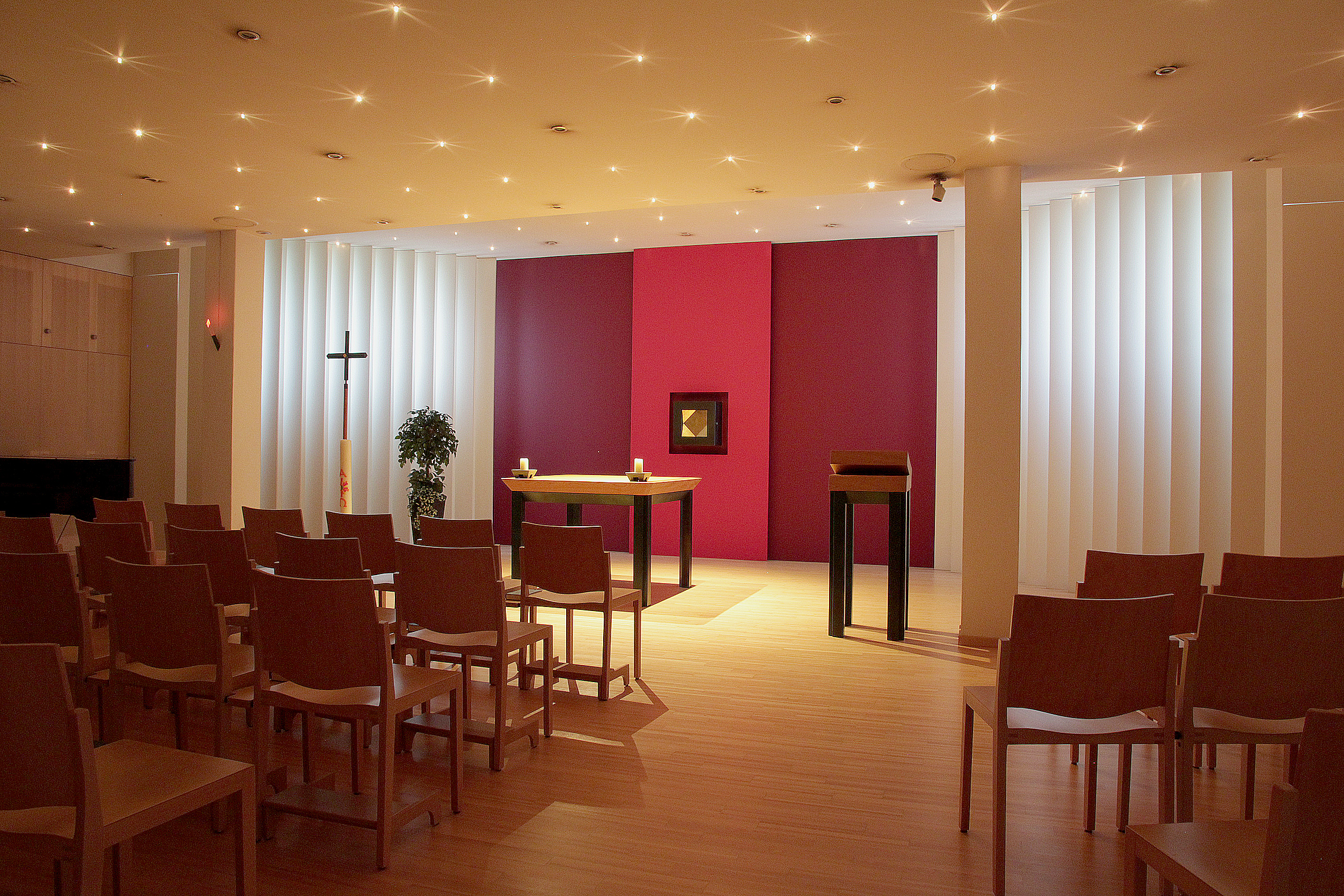
Kirche Maria Frieden Dübendorf: Krypta

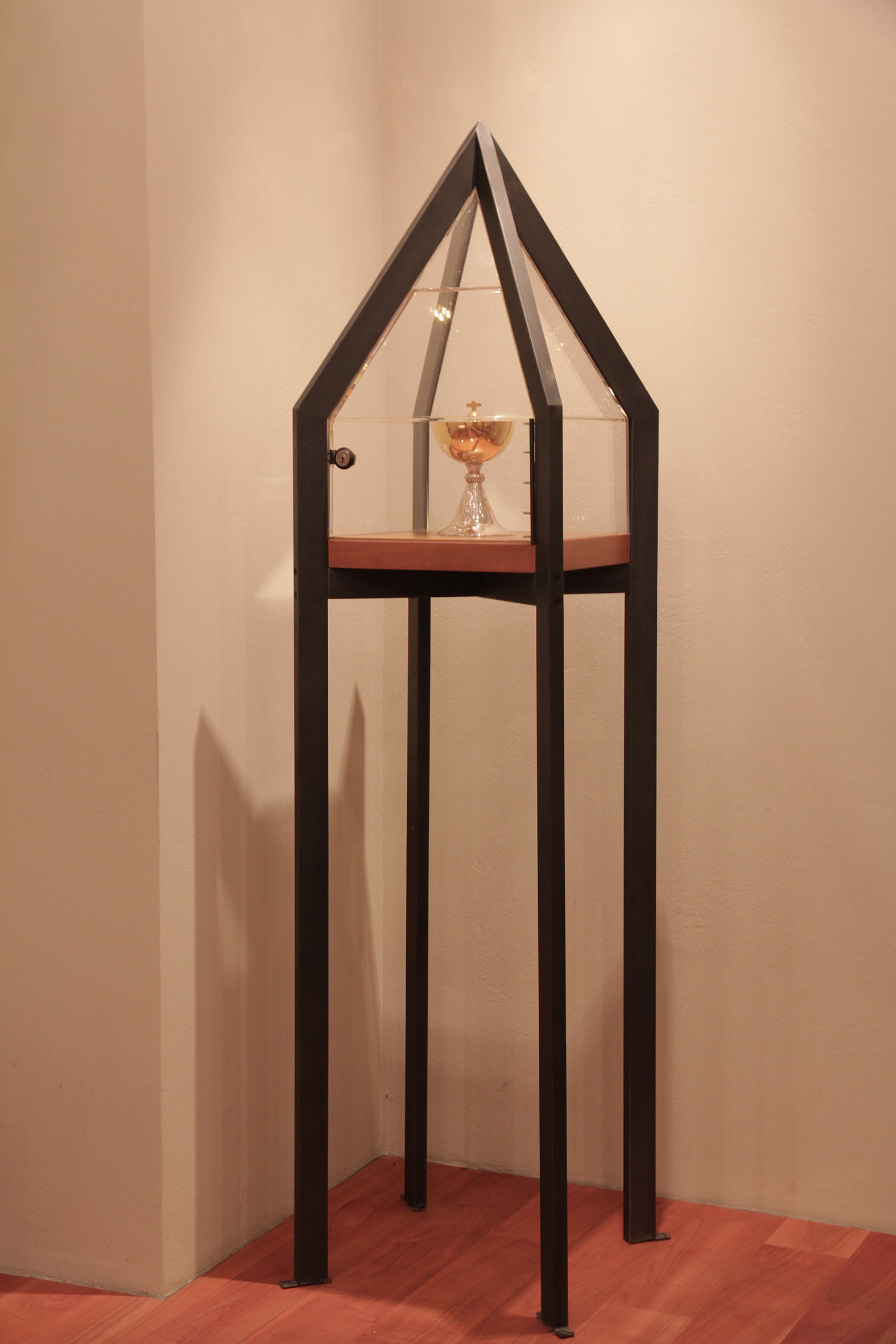
Kirche Dreikönigen Zürich-Enge: Tabernakel in der Krypta

Josef Caminada (* 23. August 1937 in Zürich; † 20. Juni 2012 ebenda) war ein Schweizer Goldschmied und Eisenplastiker, der mit seinen sakralen Werken die Gestaltung katholischer Kirchen in der Deutschschweiz mitprägte.

## Leben und Werk
Aufgewachsen in Zürich, absolvierte Josef Caminada in den Jahren 1954 bis 1958 eine Goldschmiedlehre und die Kunstgewerbeschule Zürich. Später bildete er sich im Eisenschmieden und in der Schweisstechnik weiter. Zunächst arbeitete er in verschiedenen Werkstätten in Zürich und Genf, u. a. bei Meinrad Burch-Korrodi in Zürich. Beeinflusst wurde er auch durch den Kontakt mit Kurt Aepli. 1965 gründete Josef Caminada ein eigenes Atelier für Schmuck und sakrale Gestaltung. Von 1970 bis 1991 war er als Lehrmeister tätig und setzte sich für den beruflichen Nachwuchs ein. Die Zusammenarbeit mit Architekt Walter Bosshart gab Josef Caminada erstmals die Möglichkeit, ganze Sakralräume mit eigenen Elementen zu gestalten. Ab 1971 erhielt er grössere Aufträge zur Innengestaltung von sakralen Räumen. Im Jahr 1985 erhielt er den Preis der Stadt Burgdorf an der internationalen Handwerksausstellung in der Sparte Schmuck.
Seine sakralen Geräte entwickelte Josef Caminada vorwiegend aus geometrischen Grundformen durch zwei- und dreidimensionale Abwandlungen. Farb- und Formenkontraste bilden Edelsteine, Holz und Email. Das Werk von Josef Caminada wird einerseits geprägt durch die Freude an strengen und klar durchgearbeiteten Formen und durch das „gefühlsmässige Gestalten andererseits, bei dem Material, Farben und Strukturen bestimmend sind.“
Josef Caminada fand seine letzte Ruhestätte auf dem Friedhof Rehalp in Zürich.

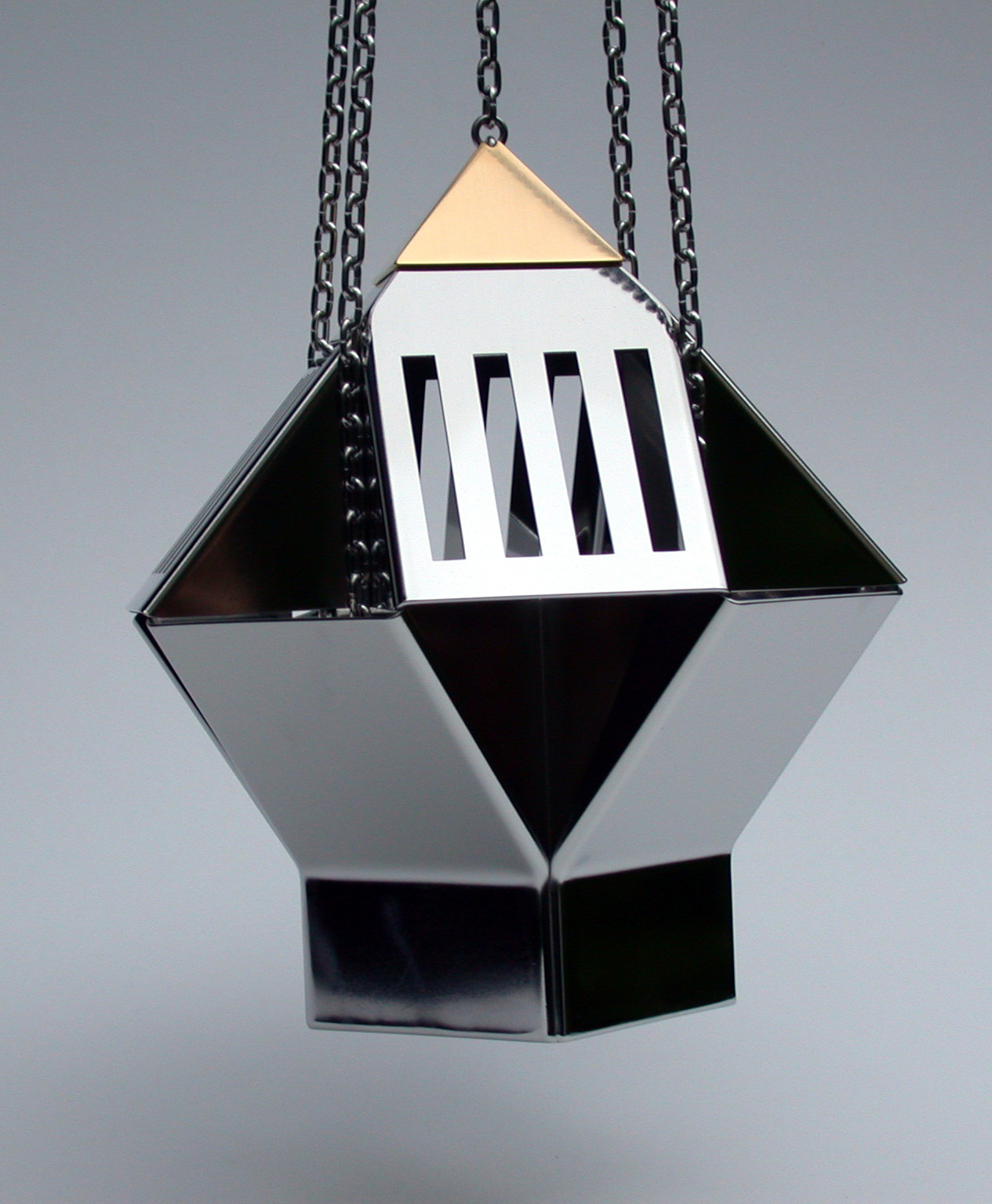
Weihrauchfass
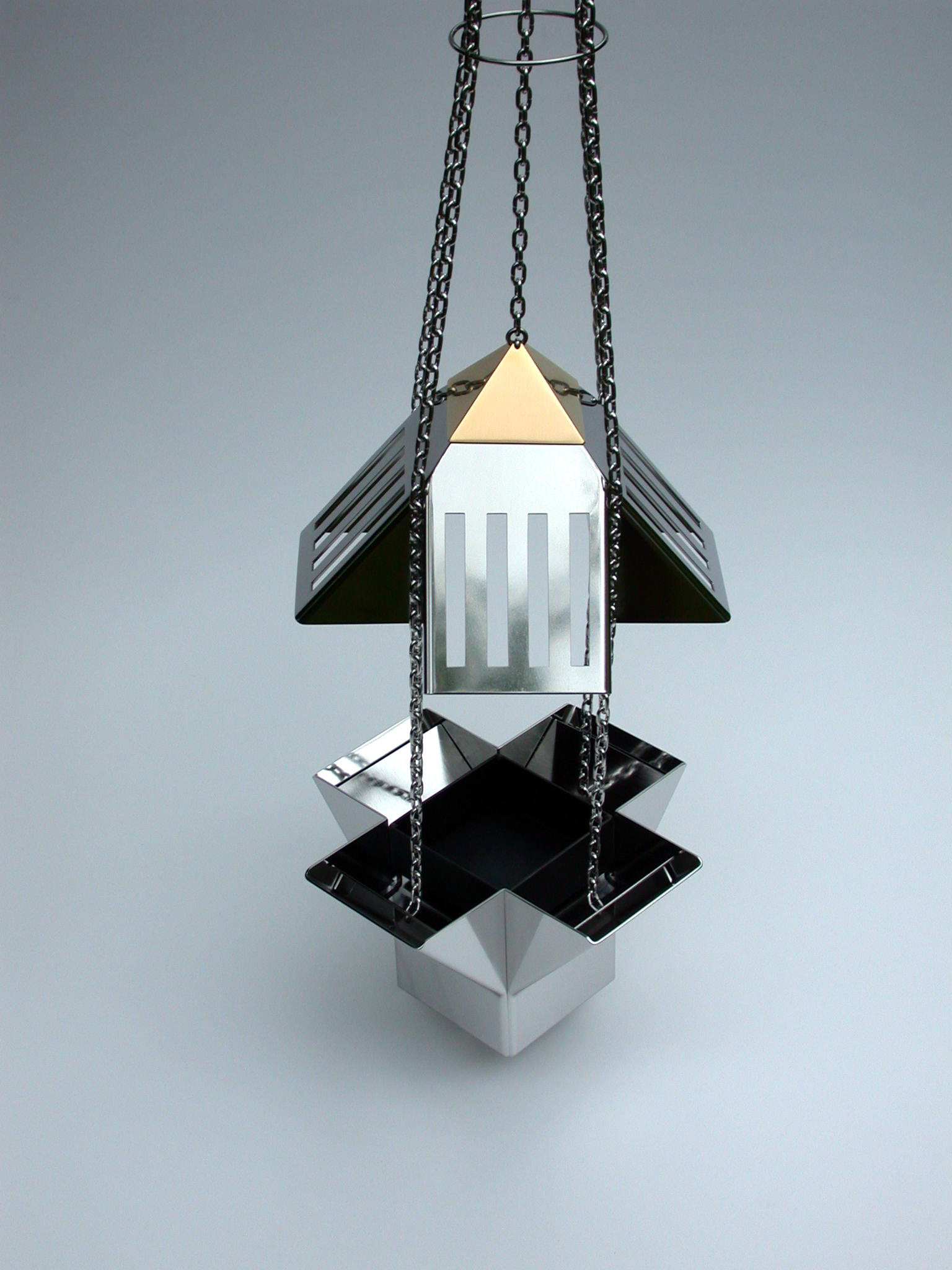
Offenes Weihrauchfass
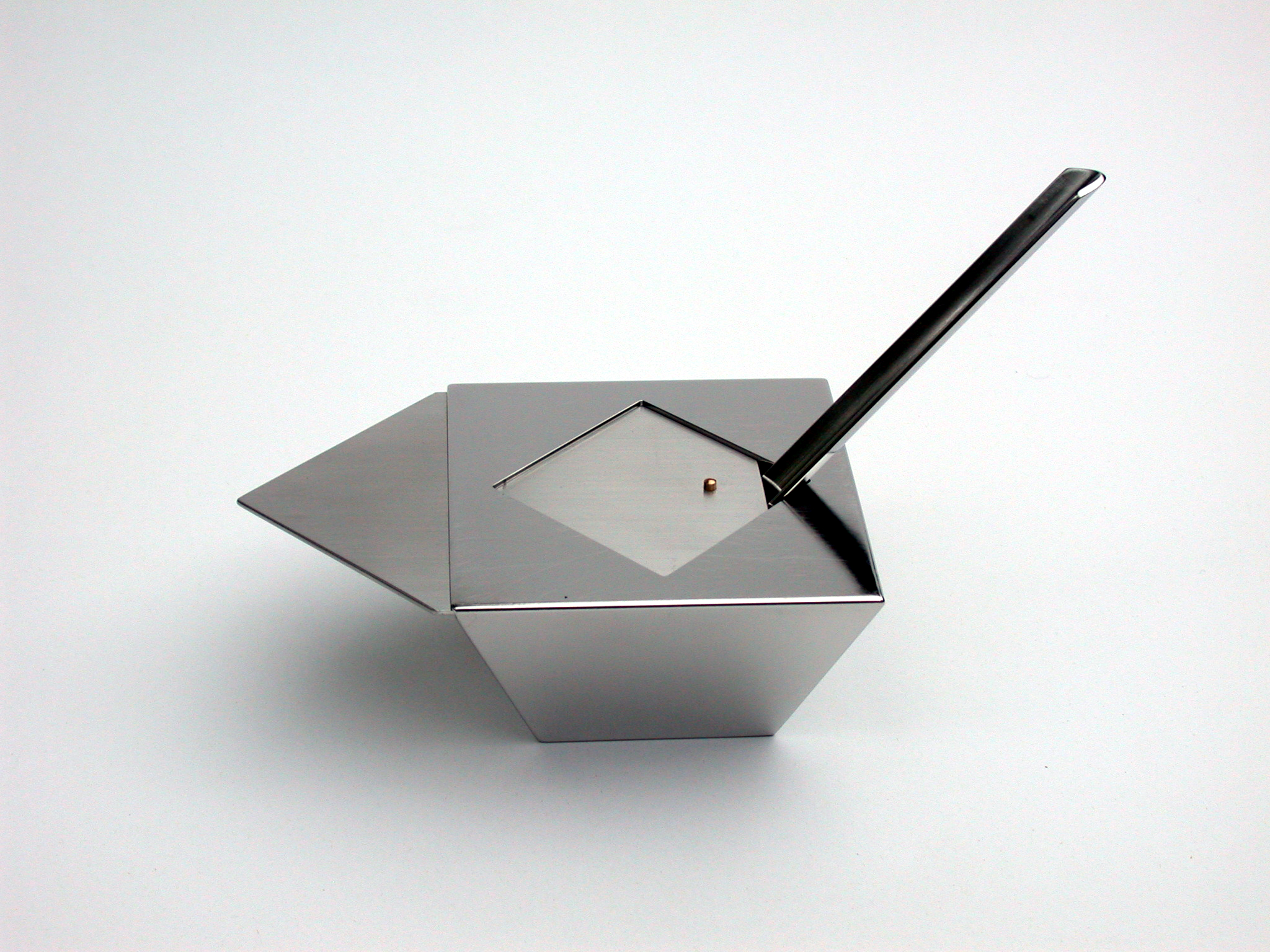
Schiffchen
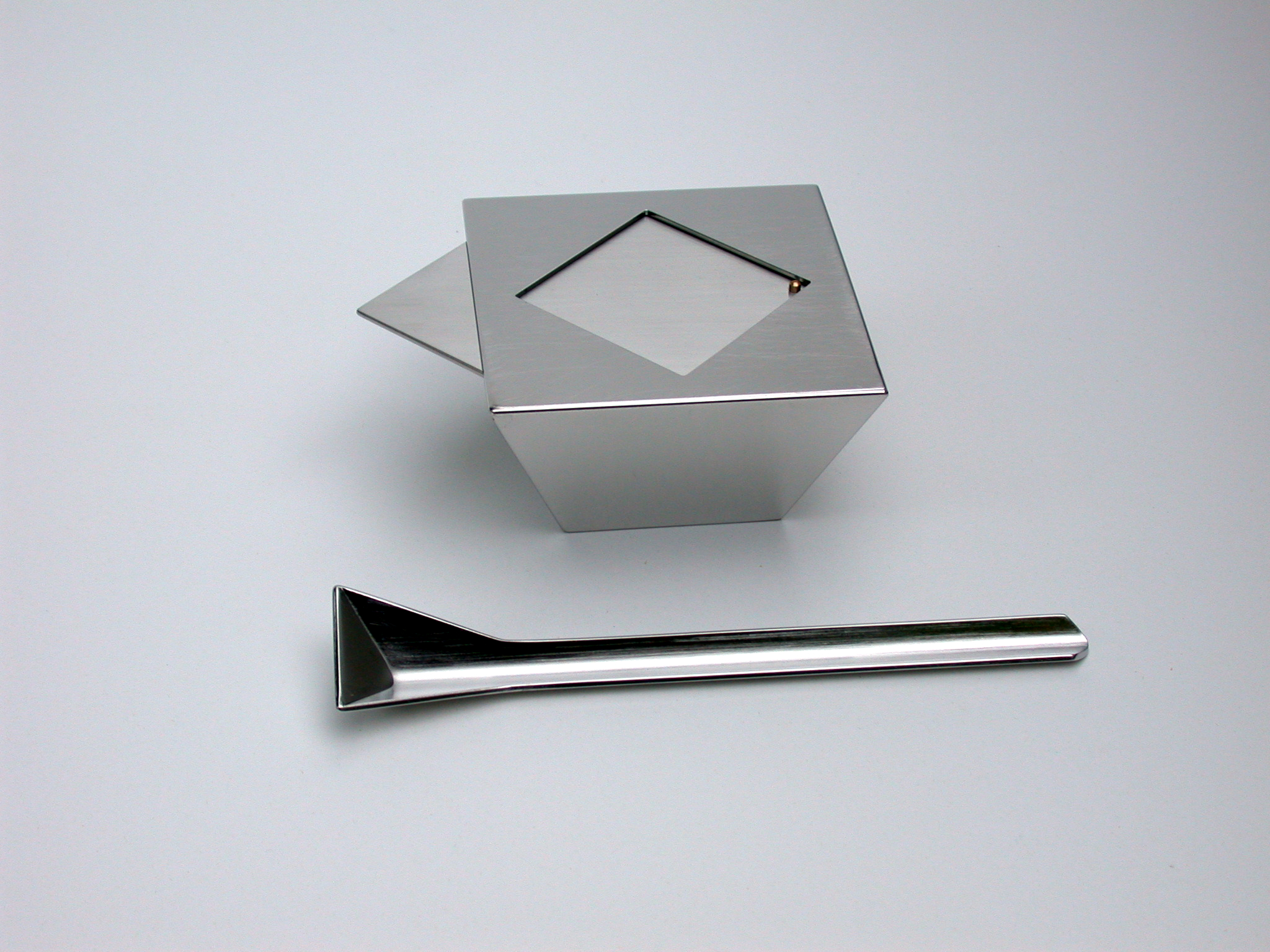
Geschlossenes Schiffchen

## Werke im öffentlichen Raum (Auswahl)
- 1968: Kirche St. Laurentius, Winterthur-Wülflingen: Osterleuchter und Kreuz in der Krypta
- 1968: Kirche St. Martin, Seuzach: Vortragskreuz
- 1970: Kirche Christ König, Kloten: Gestaltung des Innenraums (zusammen mit Br. Xaver Ruckstuhl vom Kloster Engelberg)
- 1973: Kirche St. Anton, Zürich-Hottingen: Gestaltung der Krypta
- 1973: Kirche Heilig Geist, Zürich-Höngg: Ziborium für Glastabernakel von Paul Stöckli
- 1977: Liebfrauenkirche Hinwil: Neugestaltung Innenraum der Kirche mit Altar, Ambo, Taufstein, Tabernakel und Wandkreuz (Emailarbeiten von Berger Bergersen, Schreinerarbeiten von Primo Lorenzetti)
- 1980: Kirche St. Peter und Paul, Zürich-Aussersihl: Gestaltung Altarraum der St. Anna-Kapelle mit Altar, Tabernakel und Vortragskreuz
- 1981: Liebfrauenkirche, Zürich: Tabernakel und Ambo in der Krypta, 1988 Weihrauchfass
- 1982: St. Annakirche, Opfikon-Glattbrugg ZH, Gestaltung der Kapelle
- 1990: Kirche St. Antonius Wallisellen: Gestaltung Altarraum mit Priesterstühlen, Kerzenleuchter, Ewiglicht, Tabernakel, Vortragskreuz, Ambo, Osterleuchter und Kelch
- 1991: Kirche St. Judas Thaddäus, Eglisau: Neugestaltung des Altarraums mit Ambo, Vortragskreuz sowie Tabernakel und liturgischen Geräten
- 1994 Edelstahlskulptur für das Verwaltungs-, Forschungs und Schulungsgebäude RMO in Schwerzenbach.
- 1994: Auferstehungskirche Maria Magdalena, Rafz: Liturgische Geräte
- 2003: Zisterzienserinnenkloster Mariazell-Wurmsbach: Neugestaltung des Innenraums von der Klosterkirche
- 2003: Kirche Herz Jesu, Zürich-Oerlikon: Neugestaltung des Altarraums mit Altar, Ambo und Taufstein, ferner Vortragskreuz und liturgische Geräte
- 2007: Kirche Maria Frieden, Dübendorf: Konzept der Krypta mit Altar, Ambo und Tabernakel, Ziborium, Kelch, Hostienschalen
- 2008: Kirche Dreikönigen, Zürich-Enge: Tabernakel in der Krypta
- 2009: Kirche Allerheiligen, Zürich-Neuaffoltern: Ambo in der Kirche, Tabernakel und Osterkerzenleuchter in der Krypta
- 2011: Zürich-Witikon, Vinzenzheim: Andachts- und Begegnungsraum, Raumgestaltung und Herstellung von Altar, Tabernakel, Kelch, Wandkreuz

## Ausstellungen (Auswahl)

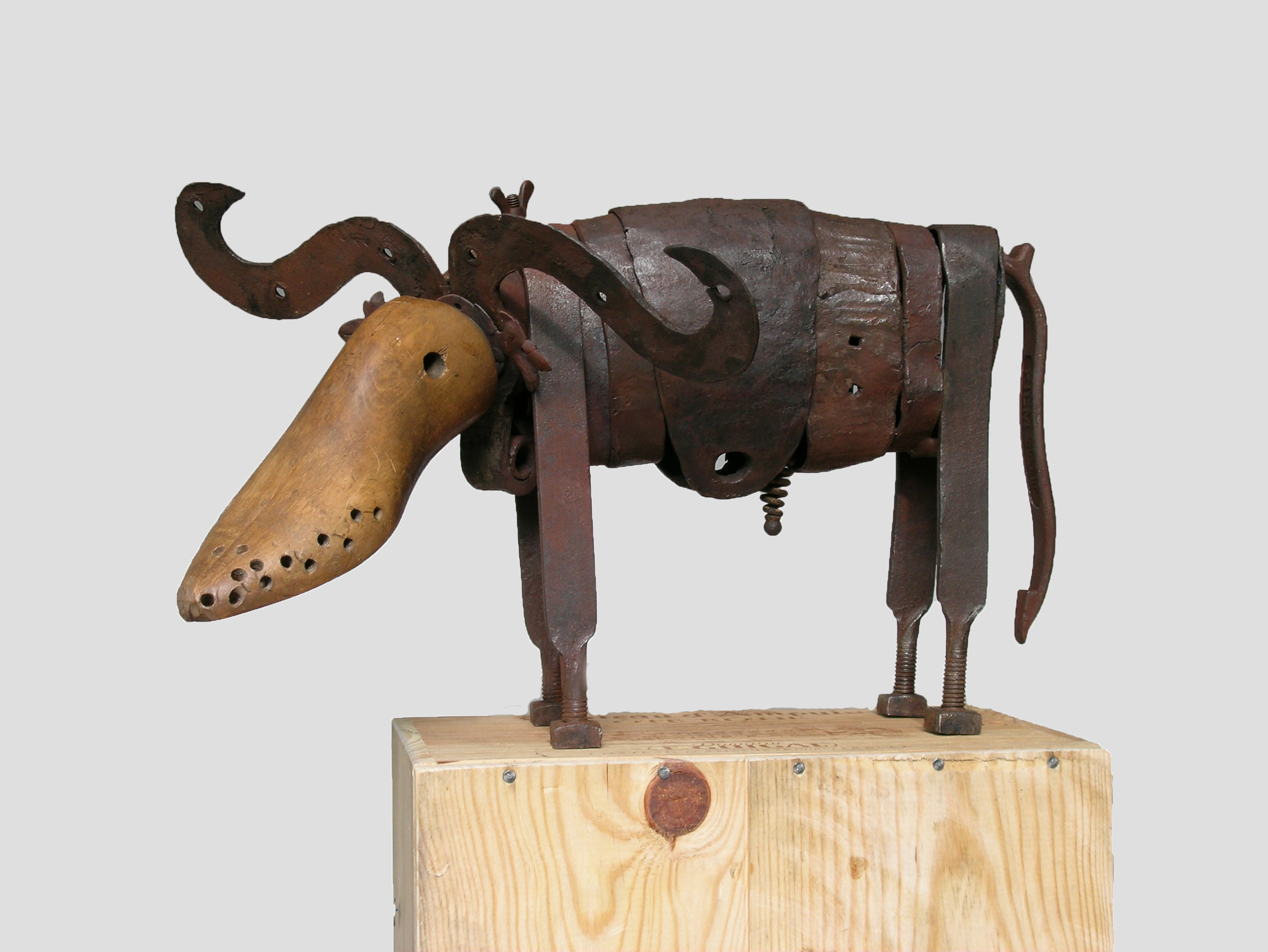
Objet trouvé 1

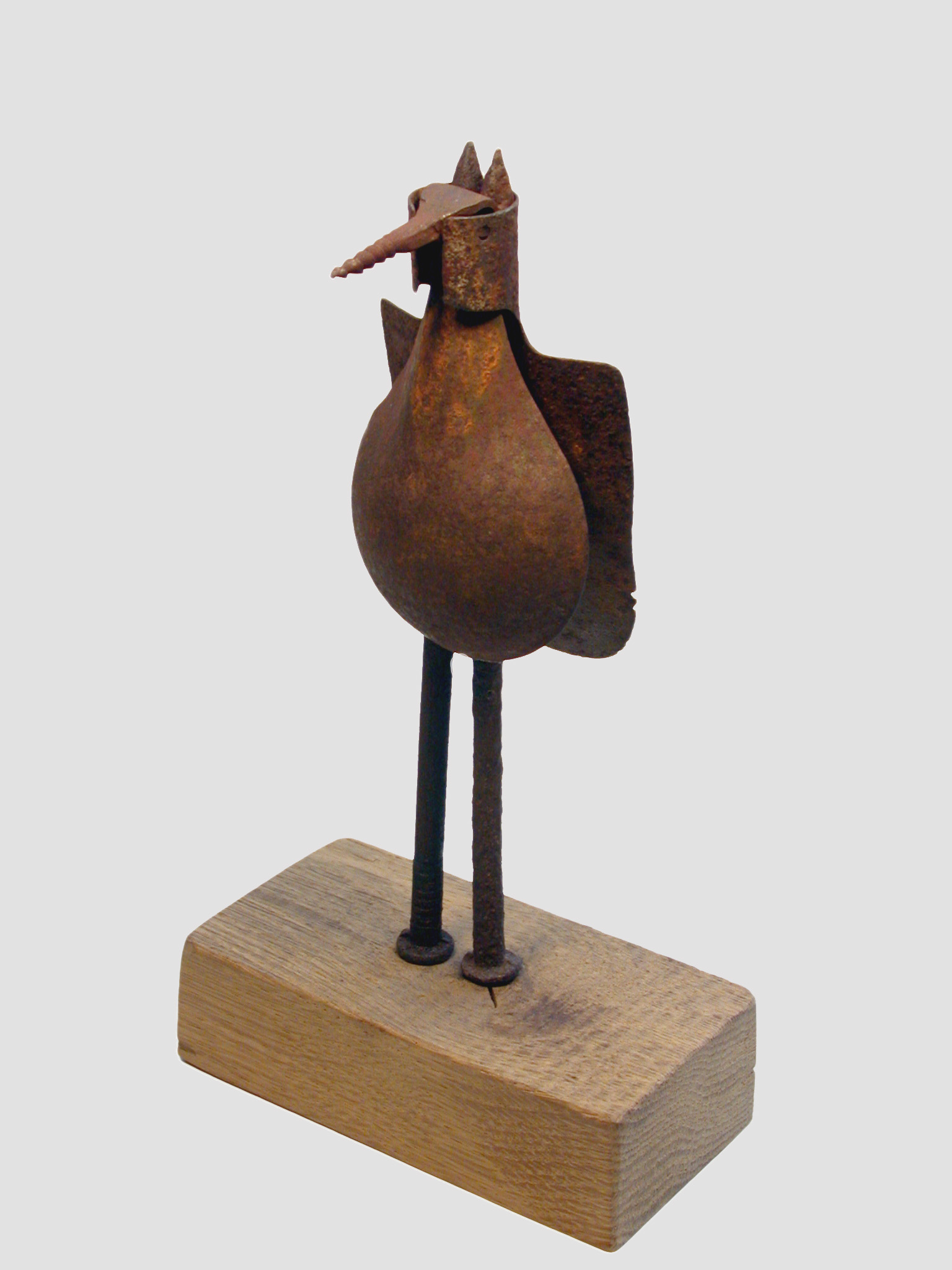
Objet trouvé 2

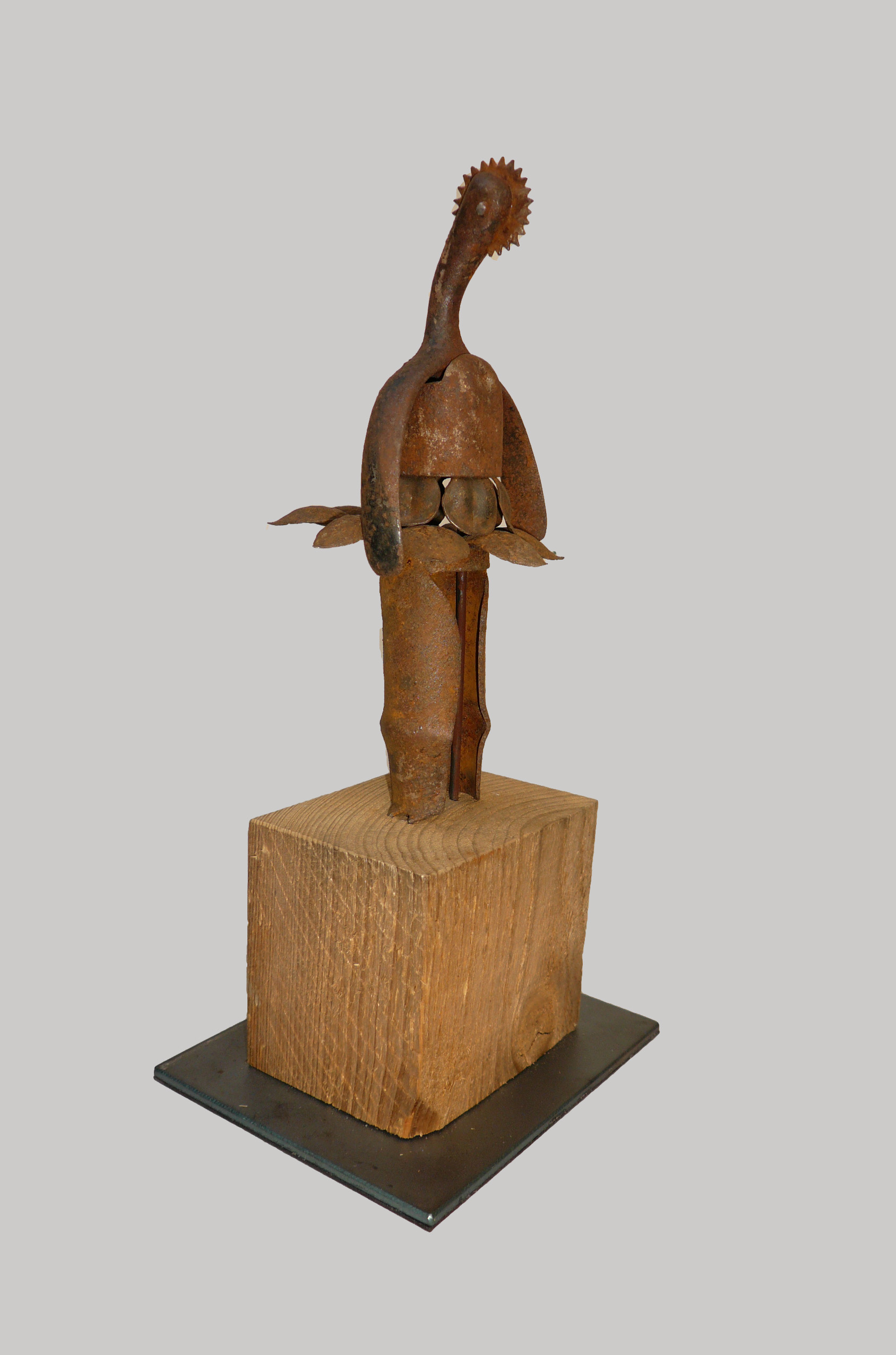
Objet trouvé 3

- 1978: Schweizer Schmuck 78, Schweizer Heimatwerk, Zürich
- 1979 Galerie H. Meyer, Lausanne
- 1979 Galerie Sonnenhof Rapperswil
- 1981 16 Artisans Bijoutiers de Genève et Zurich, SBG UBS
- 1981 Galerie Höchhuus, Küsnacht ZH
- 1983 Galerie Atrum, Basel
- 1983 Galerie im Hof, Rüschlikon ZH
- 1984 Galerie Michèle Zeller, Bern
- 1984 Schmuck 84, Schweizer Heimatwerk, Zürich
- 1984 Kunsthandwerk Schweiz, Kornhaus, Bern
- 1985 Galerie Commercio, Zürich
- 1985 Bijou Frontal, Gewerbemuseum Basel
- 1985 Internationale Kunsthandwerksausstellung, Burgdorf
- 1985 Galerie Michèle Zeller, Bern
- 1986 Galerie Lorraine 7, Burgdorf
- 1986 Vier Schweizer Schmuckkünstler in der Edition Kunstkreis, Ex Libris
- 1987 Bijoux Suisse, Centre Culturel Suisse, Paris
- 1988 Galerie Giacometti, Chur
- 1989 Mensa Rehalp Basler und Hofmann, Zürich
- 1991 Galerie Grüningen
- 1992 Rotacher-Galerie, Wallisellen ZH
- 1998 Galerie Zaunschirm, Zollikon ZH